# Lepidium deserti
Lepidium deserti är en korsblommig växtart som beskrevs av Nikolai Vasilievich Pavlov. Lepidium deserti ingår i släktet krassingar, och familjen korsblommiga växter. Inga underarter finns listade i Catalogue of Life.